# Fritillaria haplostoma
Fritillaria haplostoma är en ryggsträngsdjursart som beskrevs av Hermann Fol 1872. Fritillaria haplostoma ingår i släktet Fritillaria och familjen bägargroddar. Inga underarter finns listade i Catalogue of Life.